# Rosemary (Alberta)
Rosemary est un village (village) du Comté de Newell, situé dans la province canadienne d'Alberta.

## Démographie
En tant que localité désignée dans le recensement de 2011, Rosemary a une population de 342 habitants dans 132 de ses 150 logements, soit une variation de -11.9% avec la population de 2006. Avec une superficie de 0,562 7 km2, village possède une densité de population de 607,783 9 hab/km2 en 2011.
Concernant le recensement de 2006, Rosemary abritait 388 habitants dans 138 de ses 141 logements. Avec une superficie de 0,562 7 km2, village possédait une densité de population de 689,5 hab/km2 en 2006.
| 2001 | 2006 | 2011 | 2016 |
| ---- | ---- | ---- | ---- |
| 366  | 388  | 342  | 396  |